# Páramo de las tinajas
El páramo de las tinajas (del lao: ທົ່ງໄຫຫິນ) [tʰōŋ hǎj hǐn] Thong Hai Hin) es un conjunto histórico cultural del norte de Laos que concentra miles de vasijas de piedra en forma de tinaja esparcidas por la meseta de Xieng Khouang, en las tierras altas del norte de Laos, en la cordillera Annamita, la principal cadena montañosa de Indochina. Los arqueólogos creen que estas vasijas pétreas fueron creadas hace 1500 o 2000 años por los antiguos moradores de la región, cuya cultura y forma de vida es desconocida. La mayoría del material excavado data de los años 500 a. C.–800 d. C. Los antropólogos y arqueólogos han teorizado acerca de que pudieron ser usadas como vasijas de enterramiento o urnas funerarias o incluso como recipientes para almacenar comida.

## Origen legendario
Las leyendas locales hablan de una raza de gigantes cuyo rey, Khun Cheung, fue un gran guerrero que tras un singular combate consiguió ganar una importante batalla, y para conmemorarlo mandó hacer miles de enormes tinajas de piedra para guardar grandes cantidades de lao lao (licor de arroz típico de Laos), con el que convidar a sus vasallos en los interminables festines. Pero, por el momento se desconoce el uso de las vasijas. La primera europea en estudiarlas fue la arqueóloga francesa Madeleine Colani que las descubrió para Occidente en 1930. En el trascurso de las excavaciones se hallaron huesos humanos en una cueva del extenso páramo, algunos de ellos calcinados, y ceniza; de ahí la teoría del posible uso funerario. Durante la guerra de Vietnam, una bomba estadounidense dañó la cueva, utilizada por el Pathet Lao como refugio. Asimismo, los huesos, herramientas de bronce y hierro, y demás enseres descubiertos por Colani apoyaron la tesis de la arqueóloga sobre su uso como vasijas de enterramiento o urnas funerarias. Ya en el siglo xxi, el arqueólogo belga Julie van den Bergh trabajó en el área entre 2005 y 2010, con la ayuda de miembros del Ministerio de Información y Cultura laosiano y de algunas universidades australianas.

## El páramo de las tinajas
Se han encontrado más de 400 localizaciones a lo largo de toda la llanura laosiana en el área de Xieng Khouang, desde las mesetas de Khorat en el norte de Tailandia, cruzando Laos y llegando hasta las llanuras de Cachar en el norte de la India,donde se han encontrado enterramientos similares. La disposición lineal de las “granjas de tinajas” sugieren a algunos estudiosos que pudiera tratarse de una ruta de comercio que conectaba con una de las ruta de caravanas del norte de India.
Las vasijas están hechas de roca sedimentaria, por lo general piedra arenisca aunque también las hay de granito, conglomerado y coral calcificado. Son angulares o redondeadas y algunas tienen discos que podrían ser sus tapas. Pesan de 1 a 6 toneladas y miden de 1 a 3 metros de altura. Aparecen dispuestas en racimo. El mayor de ellos está a 15 km del pueblo de Phonsovan, conocido como la Zona 1. Cubre un área de 25 hectáreas y en ella hay 334 tinajas de distintos tamaños.

## Hornos
Colani también descubrió una cueva natural con doble chimenea en la zona de mayor concentración de tinajas, similar a un primitivo horno o kiln. La arqueóloga francesa barajó entonces la posibilidad de que se tratase de una especie de crematorio de restos humanos, y que después de ser incinerados se depositaran en las vasijas. Excavaciones más recientes han revelado más huesos humanos incluyendo huesos no incinerados. Ya que los cuerpos hallados han sido fechados en distintos periodos, es posible que esta zona haya sido usada como lugar de enterramiento en periodos más recientes siguiendo una pauta ancestral pero con procedimientos de enterramiento más actuales.

## Patrimonio de la humanidad
En la amplia zona se encuentran además otros tesoros arqueológidos como estatuas budistas (entre las ruinas del periodo colonial y la gran cantidad de basura metálica dejada por los conflictos armados del siglo xx). Todo ello parece retardar la decisión de la UNESCO de declarar el páramo de las tinajas patrimonio de la humanidad.

## Galería

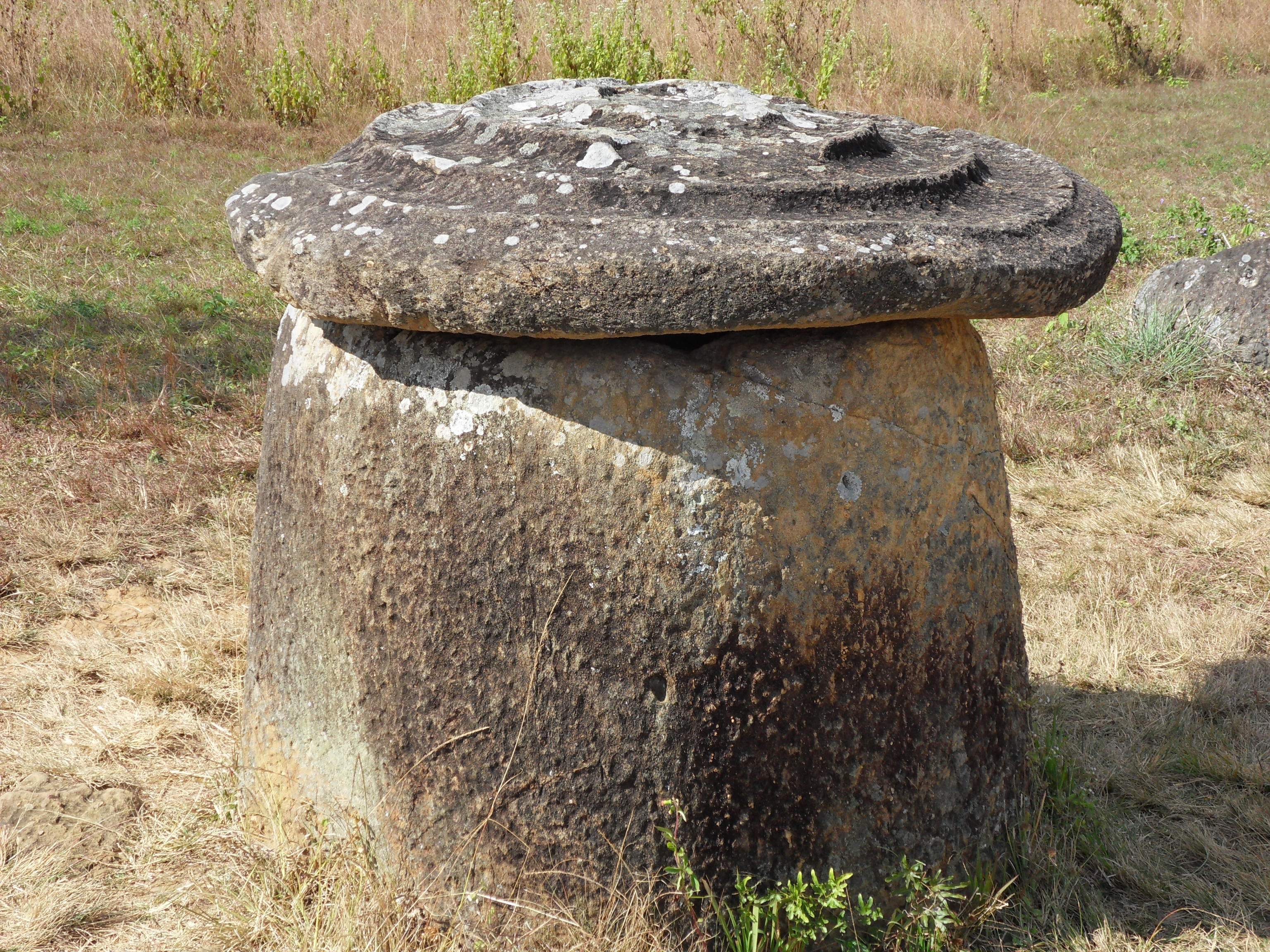
Tinaja con tapa (en la Zona 1)
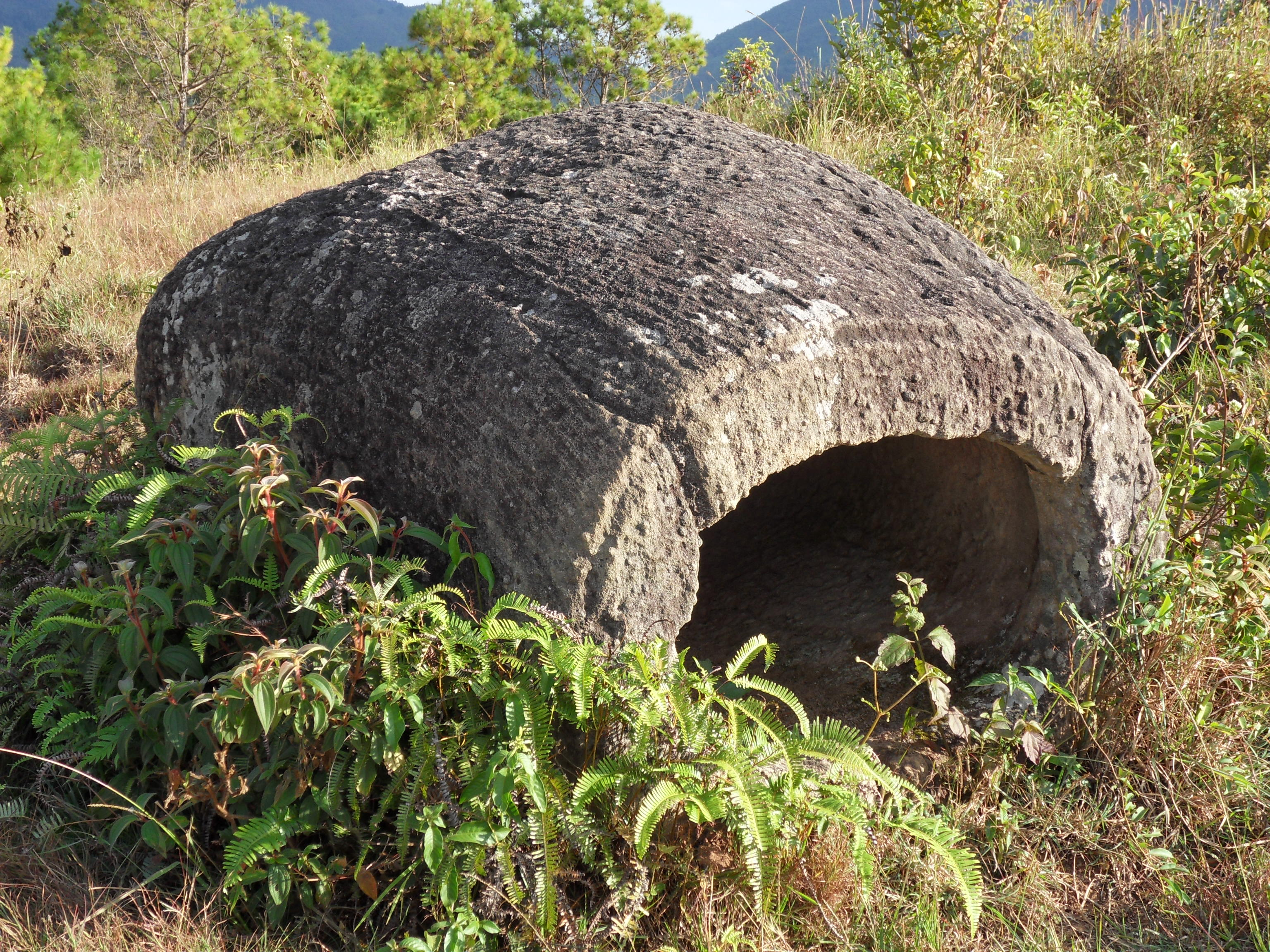
Tinajas de la Zona 2.
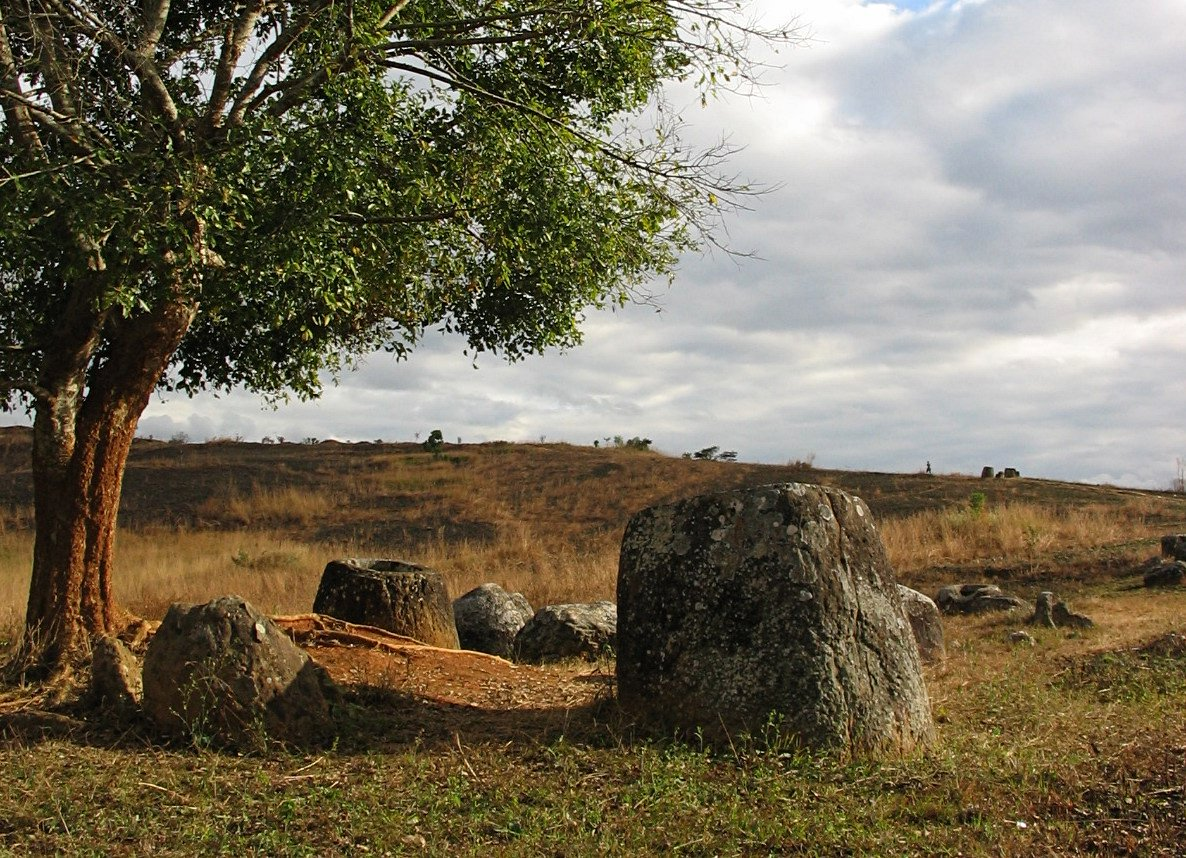
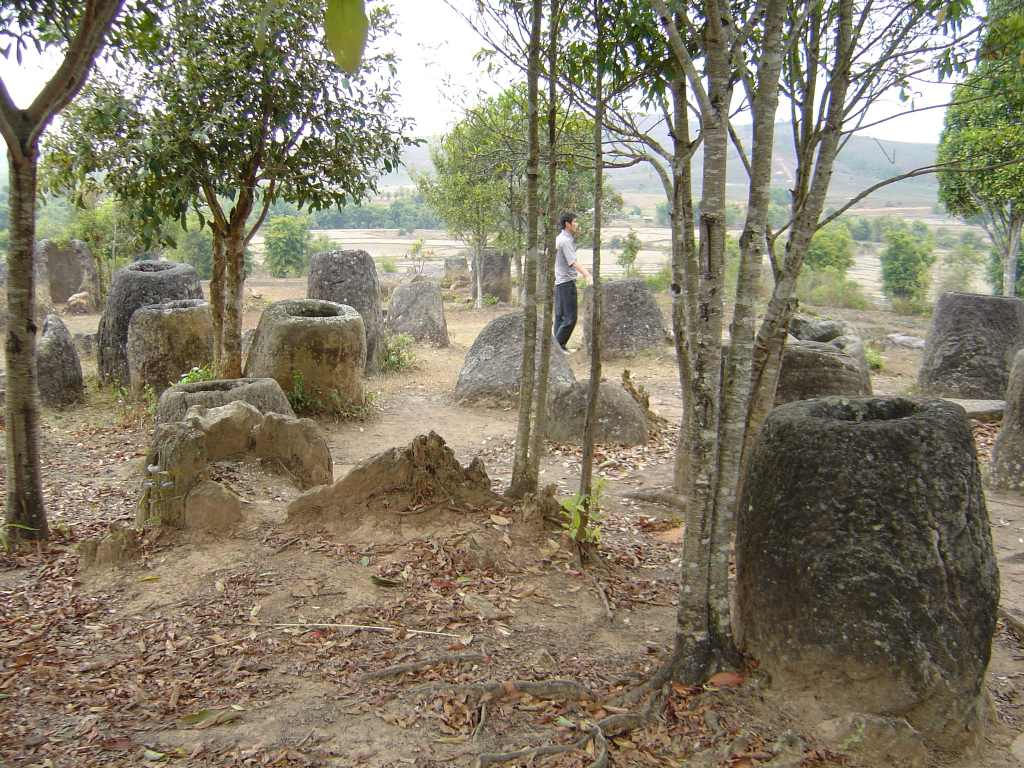
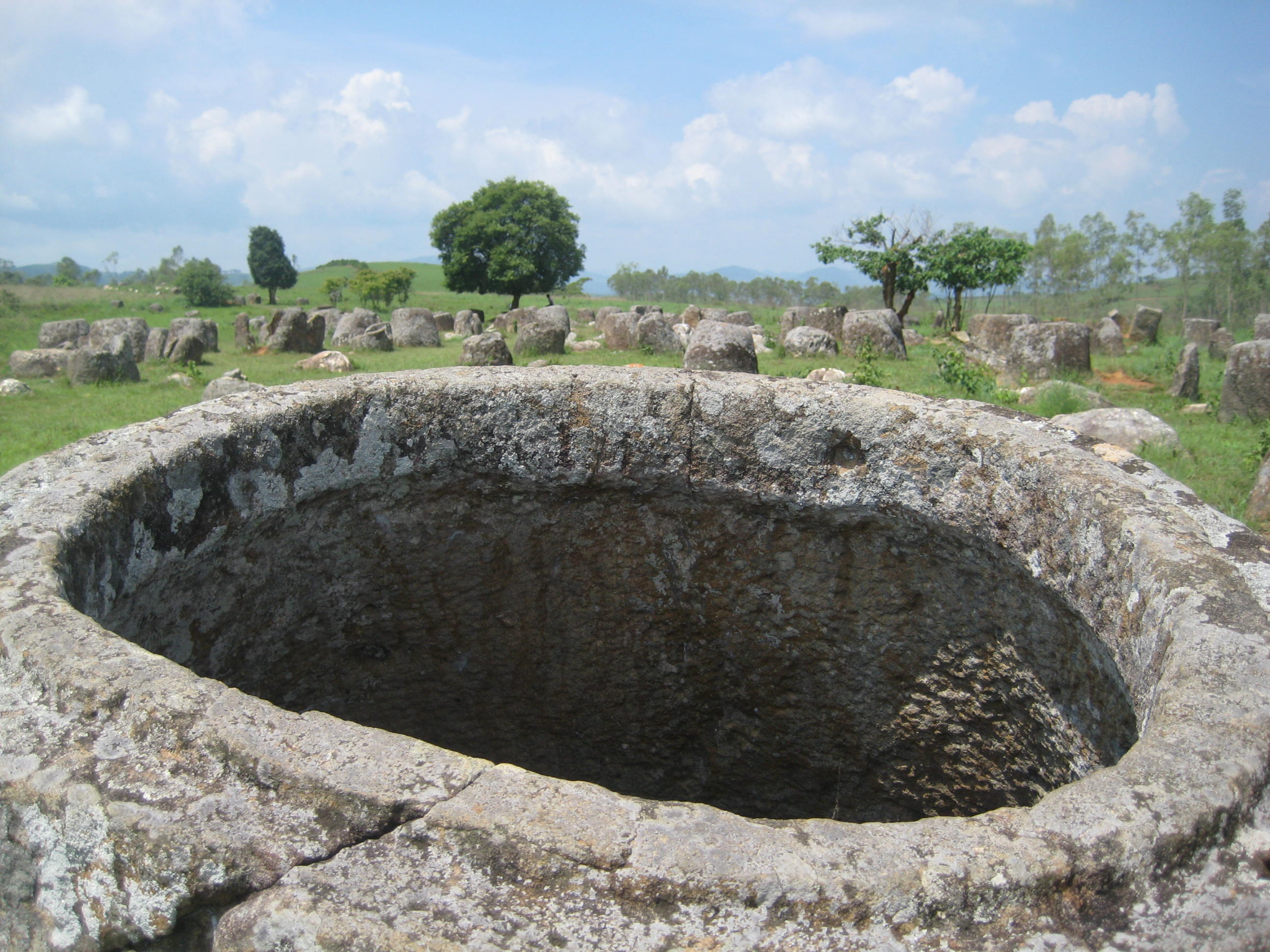